# Maria Dormowicz
Maria Dormowicz (ur. 11 stycznia 1927 w Chełmży) – polska robotnica, poseł na Sejm PRL V kadencji.

## Życiorys
Uzyskała wykształcenie podstawowe. Była zatrudniona jako konfekcjonerka w Grudziądzkich Zakładach Przemysłu Gumowego. W 1969 uzyskała mandat posła na Sejm PRL w okręgu Grudziądz z ramienia Polskiej Zjednoczonej Partii Robotniczej. Zasiadała w Komisji Pracy i Spraw Socjalnych oraz w Komisji Zdrowia i Kultury Fizycznej.

## Odznaczenia
- Brązowy Krzyż Zasługi